# بنجامین آیزنشتات
بنجامین آیزنشتات (انگلیسی: Benjamin Eisenstadt؛ ۷ دسامبر ۱۹۰۶ – آوریل ۸، ۱۹۹۶) اهل ایالات متحده آمریکا بود. وی طراح و مبدع ساشه‌های شکر مدرن و خالق سوییت اند لو، همچنین موسس شرکت بسته بندی کامبرلند بود. آیزنشتات در فعالیت‌های انسان دوستانه نیز مشهور بوده‌است.

## زندگی شخصی
بنجامین آیزنشتات در شهر نیویورک در تاریخ ۷ دسامبر ۱۹۰۶ در یک خانواده یهودی متولد شد.

## تجارت و فعالیت‌های انسان‌دوستانه
پس از پایان تحصیل، آیزنشتات در یک کافه در بروکلین مشغول به کار شد.
وی در سال ۱۹۴۰ شکرهای پاکتی (ساشه) را ابداع کرد و این ایده را با تولیدکنندگان عمده شکر مطرح نمود، اما در جلب توجه آنها موفق نبود.
در سال ۱۹۵۷ او به یک فرمول از پودر ساخارین دست پیدا کرد که پس از انواع مایع و قرص آن به دست آمده بود.